# بخش جکسون (شهرستان هاردین، اوهایو)
بخش جکسون (به انگلیسی: Jackson Township) یک منطقهٔ مسکونی در ایالات متحده آمریکا است که در شهرستان هاردین، اوهایو واقع شده‌است.
 بخش جکسون ۶۵٫۵ کیلومتر مربع مساحت و ۲٬۰۹۸ نفر جمعیت دارد و ۲۸۴ متر بالاتر از سطح دریا واقع شده‌است.